# 제9군단 (대한민국)
제9군단(第九軍團)은 전라북도 완주군에 주둔했던 대한민국 육군 제2군 예하의 군단이며, 상징명칭은 충무부대(忠武部隊)이다. 1987년 4월 1일에 창설되었으며, 제11군단과 더불어 대한민국에 존재했던 단 둘 뿐인 향토군단이었다. 제8군단, 제11군단과 같이 창설되었는데, 후방지역에 해당하는 제2군의 책임 지역에 군단을 둘 필요가 없다는 의견이 군단 창설 이래 끊임없이 제기되어 왔고, 결국 이러한 의견이 받아들여져 2007년 10월 31일 국방개혁 2020에 따라 제11군단과 같이 해체되었다.
군단이 주둔했던 자리에는 현재 제35보병사단 휘하의 보병여단이 주둔한다.

## 편성
- 군단 본부대
- 군단 군사경찰대
- 군단 기무부대
- 군단 정보부대
- 제109정보통신단
- 제31보병사단 "충장"
- 제32보병사단 "백룡"
- 제35보병사단 "충경"
- 제37보병사단 "충용"
- 제62동원보병사단
- 제67보병사단, 2005년 12월 1일, 제37보병사단에 병합됨,
- 제203특공여단
- 제1115공병단
- 제1118공병단

## 역대 군단장
| # | 계급 | 성명   | 취임일         | 이임일           | 참고 |
| - | ---- | ------ | -------------- | ---------------- | ---- |
| 1 | 중장 | 나중배 | 1987년 4월 1일 | ?                |      |
| ? | 중장 | ?      | ?              | 2007년 10월 31일 |      |

## 군단가
```
충무공에 얼이 깃든 자랑스런 역사 터전

겨레에 부름 받아 우리모두 한데 모여

피땀으로 정기 쌓아 무적군단 이루어서

아름다운 조국강토 우리가 지키리라

아~아 우리는 용맹스런 9군단용사

찬란한 역사 속에 길이 빛날 충무부대

```